# Concurs d'Heralds i Trompetes
El concurs d'heralds i trompetes foren unes competicions artístiques que es disputaren juntament amb les proves esportives dins del marc dels Jocs Olímpics a la Grècia antiga.
A la 96a Olimpíada, any 396 aC, es va incloure per primer cop el concurs d'heralds i trompetes, que ja era un element formal del ritual olímpic realitzat pels kerykes (heralds) i salpinktai (trompetistes). Els guanyadors eren escollits per la claredat d'elocució i l'audibilitat de la seva veu o trompa.
Alguns vencedors notables van ser:
- Krates d'Èlida 396 aC (primer campió) herald
- Timaios d'Èlida 396 aC (primer campió) trompeter
- Herodor de Mègara (10 cops campió) 328–292 aC trompeter
- Diogenes d'Efes 69–85 dC (5 cops campió) trompeter
- Valerius Eklektus de Sinope 245, 253–261 dC (4 cops campió) herald